# Травневі зірки
«Травневі зірки» (рос. «Майские звёзды») — радянсько-чехословацький художній фільм 1959 року, знятий режисером Станіславом Ростоцьким.

## Сюжет
Чотири новели про життя повоєнної Праги травня 1945 року. Генерал, зустрівши у випадковому чеському будинку маленького хлопчика, згадує загиблу в блокаду сім'ю. Саперу потрібна крейда, за якою він приходить в місцеву школу, де закохується у вчительку. Повернувшись на Батьківщину з Освенцима пражанин виявляє, що його квартиру зайняв судетський німець, який стріляє по перехожих, і в ситуацію доводиться втрутитися радянським танкістам. Радянський сержант, сівши у міський трамвай, згадує свою довоєнну професію і просить поступитися йому місцем вожатого…

## У ролях
- Олександр Ханов — генерал Сергій
- Михайло Станинець — Душан
- В'ячеслав Тихонов — Андрій Рукавичкін, лейтенант
- Яна Брейхова — Яна
- Яна Дітетова — мама Душана
- Зденек Діте — тато Душана
- Михайло Пуговкін — старшина Іванов
- Микола Крючков — Федул Петрович Платонов, сержант
- Леонід Биков — Олексій
- Юрій Бєлов — Бєлов, ад'ютант генерала
- Олег Голубицький — солдат
- Микола Довженко — Нечипуренко, шофер
- Леонід Чубаров — Коля, танкист
- Франтішек Кройцман — епізод
- Мілош Недбал — господар будинку
- Ладіслав Пєшек — епізод
- Іржина Біла — епізод
- Іржіна Богдалова — епізод
- Франтішек Вноучек — епізод
- Іржи Вондрович — епізод
- Марія Єжкова — епізод
- Віра Календова — епізод
- Володимир Клеменс — епізод
- Богуслав Купшовський — епізод
- Марта Майєва — епізод
- Геда Маркова — епізод
- Отто Мотичка — епізод
- Марія Надомлейнська — епізод
- Богуш Рендл — епізод
- Вацлав Трегл — епізод
- Йозеф Шидліховський — епізод
- Валентин Зубков — епізод
- Карел Еффа — пасажир
- Валентин Кнор — епізод
- Любомир Костєлка — епізод
- Сватоплук Майєр — епізод
- Мірко Чех — епізод

## Знімальна група
- Автор сценарію: Людвік Ашкеназі
- Режисер:  Станіслав Ростоцький
- Оператор:  В'ячеслав Шумський
- Художник: Хрудош Угер
- Композитор:  Кирило Молчанов